# Paola Vittoria
Paola Vittoria (geb. 11. November 1960 in Neapel, Italien) ist eine ehemalige antiguanische Regattaseglerin.
Sie nahm an den Olympischen Spielen 1992 in Barcelona teil. Im Starboot kam sie zusammen mit ihrem Mann Carlo Falcone auf Rang 24. Ihr Sohn Shannon Falcone ist ebenfalls Segler.